# 台東神社
台東神社（たいとうじんじゃ）は、日本統治時代の台湾台東庁台東街（現 台東県台東市）にあった神社である。

## 祭神
社格は県社で、能久親王・大国魂命・大己貴命・少彦名命を祭神としていた。

## 歴史

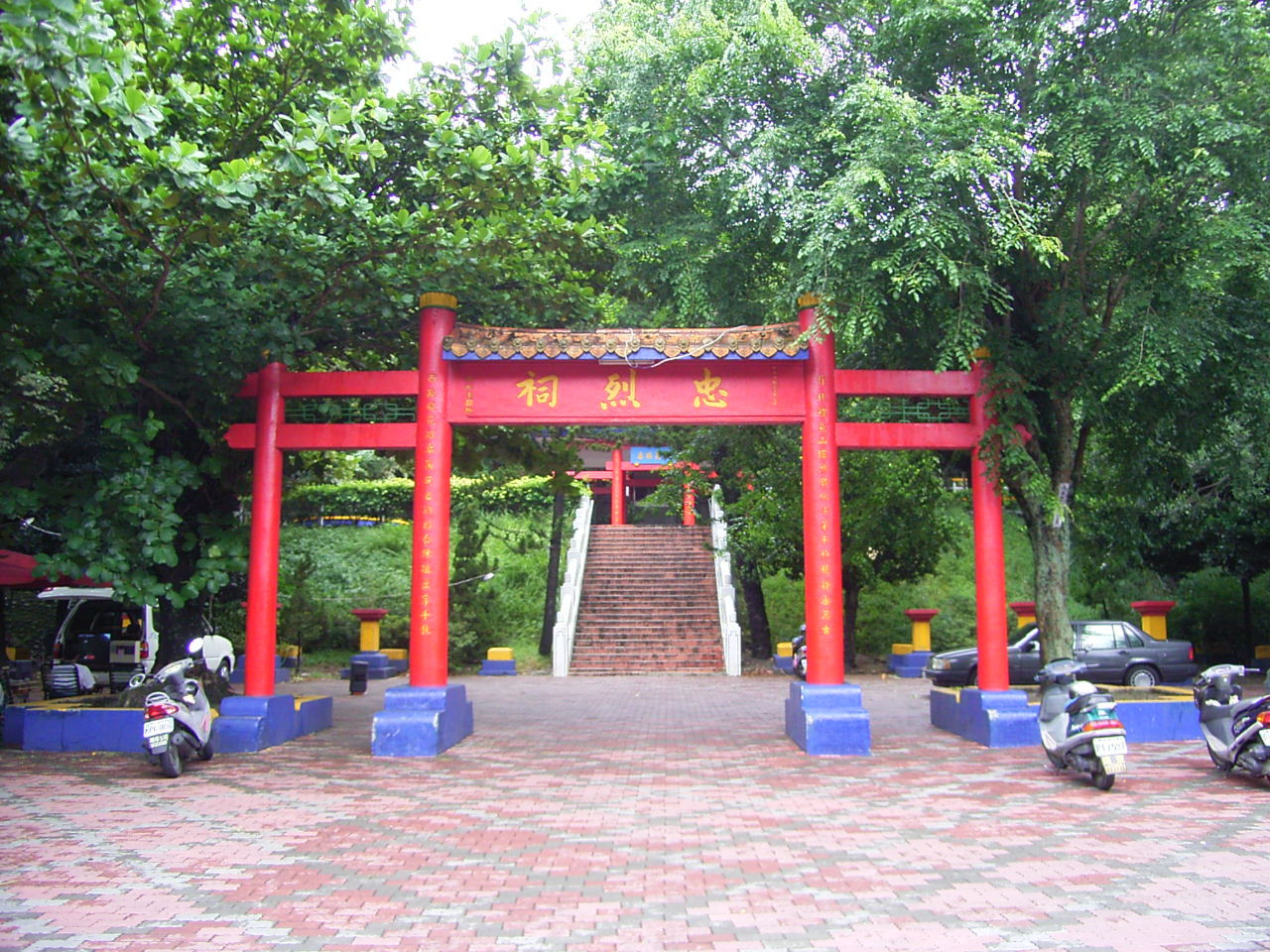
2006年時の台東県忠烈祠。神社時代の石灯籠には、ペンキが塗られている。

1911年（明治44年）10月27日に鎮座され、1924年（大正13年）7月23日に県社に列格した。1930年（昭和5年）10月27日に社殿を鯉魚山に遷座した。
戦後、社殿が取り壊され、跡地には台東県忠烈祠が建てられた。